# Danilo Wattez
Danilo Wattez (Elim) is een Nederlandse zanger en voormalig wielrenner. Hij is vooral bekend om zijn Nederlandstalige popmuziek.

## Carrière
Wattez begon zijn carrière als wielrenner en reed voor het Sensa Kanjers voor Kanjers Cyclingteam. Hij werd echter gedwongen om zijn racefiets aan de kant te zetten in 2018 vanwege blessures. Na zijn wielercarrière besloot hij zich te richten op muziek. In 2018 bracht Wattez zijn debuutsingle De Zon In Mij uit. Hij kreeg de smaak te pakken en begon regelmatig nieuwe nummers uit te brengen. In mei 2020 bracht hij de veel gestreamde hit Zingen op Ibiza uit. Deze single zette Wattez landelijk op de kaart en behaalde onder andere een top 25 plek in de Sterren NL Top 25. In juli 2022 bracht hij de single Aan het strand in Spanje uit.